# Tomáš Grigar
Tomáš Grigar (* 1. února 1983 Opava) je český profesionální fotbalový brankář, který v současné době hraje za Ústí nad Labem. V roce 2009 odehrál také 2 utkání v dresu české reprezentace.

## Klubová kariéra
Nadějný brankář, který svými výkony upoutal jak v druholigových Vítkovicích, tak v juniorských výběrech České republiky.
Do Sparty přišel na počátku roku 2004, ale v těžké konkurenci se ze začátku příliš neprosazoval. Při zdravotních problémech Jaromíra Blažka na podzim 2006 však dvakrát nastoupil dokonce v Poháru UEFA. Sezonu 2007/2008 začal jako dvojka, postupně se však dostal do branky a svou šanci nepustil, dohromady v dresu Sparty odchytal 24 ligových utkání.
V lednu 2009 přestoupil do Teplic. V Teplicích se stal jedničkou. Chytal téměř celou jarní část. V průběhu se stal oporou Teplic a nakonec s klubem v sezóně 2008/09 vyhrál pohár Pohár ČMFS.
V prosinci 2009 Grigar podepsal s Teplicemi smlouvu do léta 2013.
V roce 2013 prodloužil smlouvu v Teplicích do konce soutěžního ročníku 2015/16. V říjnu 2013 nedochytal ligové utkání v Brně a vyšetření podle klubového webu ukázalo, že má natržený tříselný úpon. Teplice se bez něj musely obejít až do konce podzimní části sezony.
Na podzim 2015 si v zápase proti Zlínu teplický brankář vykloubil rameno a půl roku nemohl hrát. V základní sestavě severočeského celku se objevil až v dubnu 2016 shodou okolností právě v duelu s moravským klubem.
Zkušený gólman si v říjnu 2017 poranil koleno, měl prasklý postranní vaz, a chyběl Teplicím dva měsíce.
V dubnu 2019 prodloužil společně s kapitánem Admirem Ljevakovićem a záložníky Tomášem Kučerou a Aloisem Hyčkou svou smlouvu v Teplicích.
V červnu 2020 podepsal Grigar s teplickým týmem jednoroční prodloužení smlouvy. O pár dní později vstoupil Grigar do Klubu ligových brankářů se 100 nulami v nejvyšších soutěžích. Jubilejní čisté konto si připsal při výhře 4:0 nad Příbramí v posledním kole základní části první ligy.
Teplice vyhrály v únoru 2022 nad Karvinou (výhra 1:0) a udělali další krok k záchraně, přičemž Grigar odchytal své 300. ligové utkání za severočeský celek. Dlouholetá jednička týmu prodloužila v červnu 2022 smlouvu o další rok.
Dne 23. října 2022 se v zápase proti Slovácku Grigar vrátil do branky Teplic a stal se tak nejstarším hráčem v prvoligové historii sklářů. Překonal tak rekord Jana Rezka.
V dubnu 2023 byl v 89. minutě utkání české nejvyšší soutěže mezi Teplicemi a Mladou Boleslaví Grigar vyloučen, nakopl totiž soupeře Vasila Kušeje, a poněvadž Severočeši už nemohli střídat, musel poslední okamžiky střetu dochytat egyptský útočník Mohamed Yasser.
V létě 2025 podepsal roční smlouvu v Ústí nad Labem, kde se stal brankářskou jedničkou.

## Reprezentační kariéra

### Mládežnické reprezentace
Reprezentoval ČR na Mistrovství světa hráčů do 20 let 2003 ve Spojených arabských emirátech, kde český tým po remízách 1:1 s Austrálií a s Brazílií a porážce 0:1 s Kanadou obsadil nepostupové čtvrté místo v základní skupině C. Tomáš odchytal všechny tři zápasy.

### Seniorská reprezentace
Za A-tým ČR odchytal 2 přátelské zápasy v roce 2009.

## Úspěchy
- 2003: Mistrovství světa U20, Dubaj (Spojené arabské emiráty) – základní skupina
- 2006: Pohár ČMFS – 1. místo (AC Sparta Praha)
- 2009: Pohár ČMFS – 1. místo (FK Teplice)